# Lydia Rose Bewley
Lydia Rose Bewley es una actriz inglesa, más conocida por haber interpretado a Jane en las películas de The Inbetweeners.

## Biografía
Es hija de una cantante de ópera y tiene tres hermanos: el actor Charlie Bewley, James Bewley y Andrew Bewley.

## Carrera
Es embajadora honoraria para el "East Midlands Rainbows Children's Hospice".
En 2013 se unió al elenco de la serie Drifters, donde interpreta a Bunny. Ese mismo año se unió a la serie Plebs, donde interpreta a Metella. En 2015 se unió al elenco de la serie The Royals, donde da vida a la princesa Penelope Henstridge.

## Filmografía

### Series de televisión
| Año             | Título            | Personaje                    | Notas                                     |
| --------------- | ----------------- | ---------------------------- | ----------------------------------------- |
| 2015 - presente | The Royals        | Princesa Penelope Henstridge | 10 episodios                              |
| 2016            | Drunk History: UK | Cora Crippen / Ann O'Neill   | 2 episodios                               |
| 2013 - presente | Drifters          | Bunny                        | 18 episodios                              |
| 2015            | Top Coppers       | Agente Byrne                 | episodio "The Twist of the French Nicker" |
| 2015            | Code of a Killer  | Vicky Wilson                 | 2 episodios - miniserie                   |
| 2013 - 2014     | Plebs             | Metella                      | 14 episodios                              |

### Películas
| Año  | Título                 | Personaje          | Notas |
| ---- | ---------------------- | ------------------ | --- |
| 2014 | The Inbetweeners 2     | Jane               | junto a Simon Bird, James Buckley, Blake Harrison, Joe Thomas, Emily Berrington, Freddie Stroma, David Field y Tamla Kari |
| 2011 | The Inbetweeners Movie | Jane               | junto a Simon Bird, James Buckley, Blake Harrison, Joe Thomas, Emily Head, Laura Haddock, Tamla Kari y Theo James         |
| 2008 | The Butcher's Shop     | Venus              | |
| 2022 | Persuasion             | Mrs. Penelope Clay | |

### Teatro
| Año  | Obra                         | Personaje      | Director      | Teatro                    | Notas                                                                  |
| ---- | ---------------------------- | -------------- | ------------- | ------------------------- | ---------------------------------------------------------------------- |
| 2011 | The River Line               | Valerie        | Anthony Biggs | Jermyn Street Theatre     | junto a Charlie Bewley, Alex Felton, Christopher Fulford y Eileen Page |
| 2010 | A Midsummer Night’s Dream    | Titania/Helena | -             | -                         | -                                                                      |
| 2010 | The Merry Wives of Windsor   | -              | -             | -                         | -                                                                      |
| 2010 | The Dark and Cavernous Walls | Doctora        | -             | -                         | -                                                                      |
| 2007 | Look Back in Anger           | Helena         | -             | Lichfield Garrick Theatre | -                                                                      |
| 2007 | End of the Line              | -              | -             | -                         | -                                                                      |